# Mausolée Sidi Belhassen Chedly
Pour les articles homonymes, voir Belhassen.

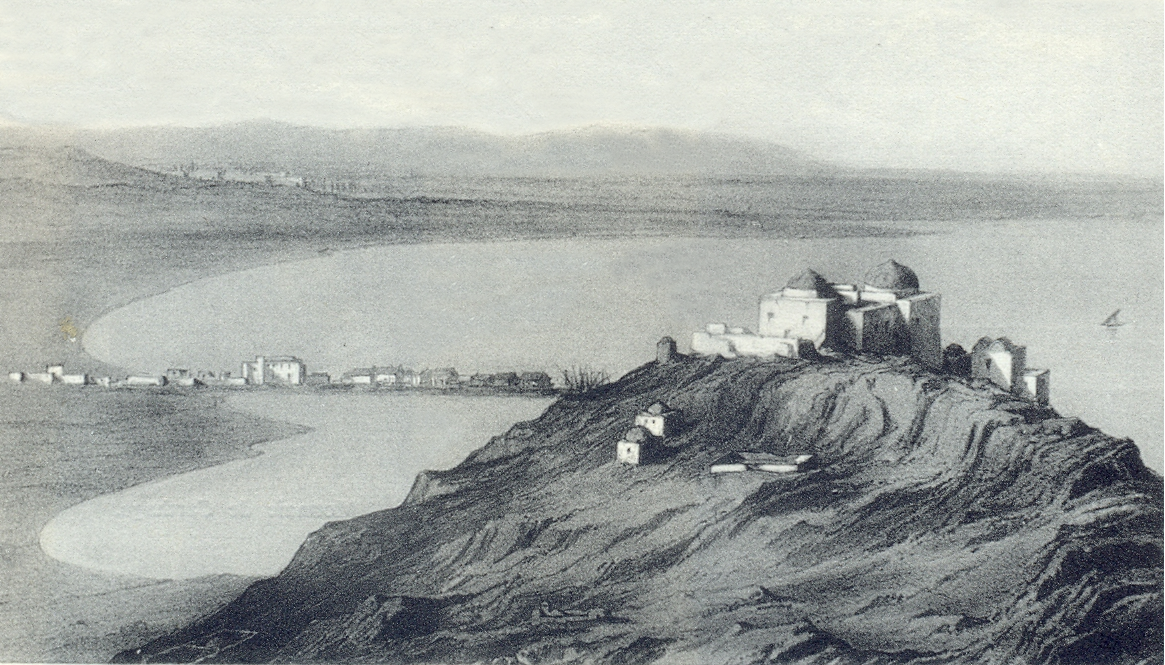
Vue du sommet du Djellaz en 1846, avec le tourbet Kabira Mamiyya et le lac de Tunis en arrière-plan

Le mausolée Sidi Belhassen Chedly (arabe : زاوية سيدي أبي الحسن) est une zaouïa située sur la colline du Djellaz, au sud de Tunis.
Le mausolée est construit sur le lieu des retraites spirituelles et d'enseignement de l'un des saints soufis les plus vénérés au Maghreb, Abou Hassan al-Chadhili. Il a été reconstruit plus d'une dizaine de fois depuis la mort de celui-ci en Égypte en 1258. Même si sa tombe se situe en Égypte, c'est surtout à Tunis que son influence reste la plus visible sur la vie religieuse et soufie. Le mausolée permet ainsi de perpétuer ce souvenir et d'entretenir les enseignements du saint.

## Structure
Le mausolée se compose de deux sites dont le premier, le tourbet Kabira Mamiyya, situé sur le point culminant de la colline, est construit sur le lieu de retraite et de résidence du saint et abrite la tombe symbolique d'Abou Hassan al-Chadhili. Sous son aspect actuel, il est construit par Ali Ier Pacha dans les années 1740 ; une grande salle annexe abrite les tombeaux de son épouse, la pieuse Kabira Mamiyya qui a donné son nom à l'édifice, et de plusieurs autres femmes de la maison princière des Husseinites.

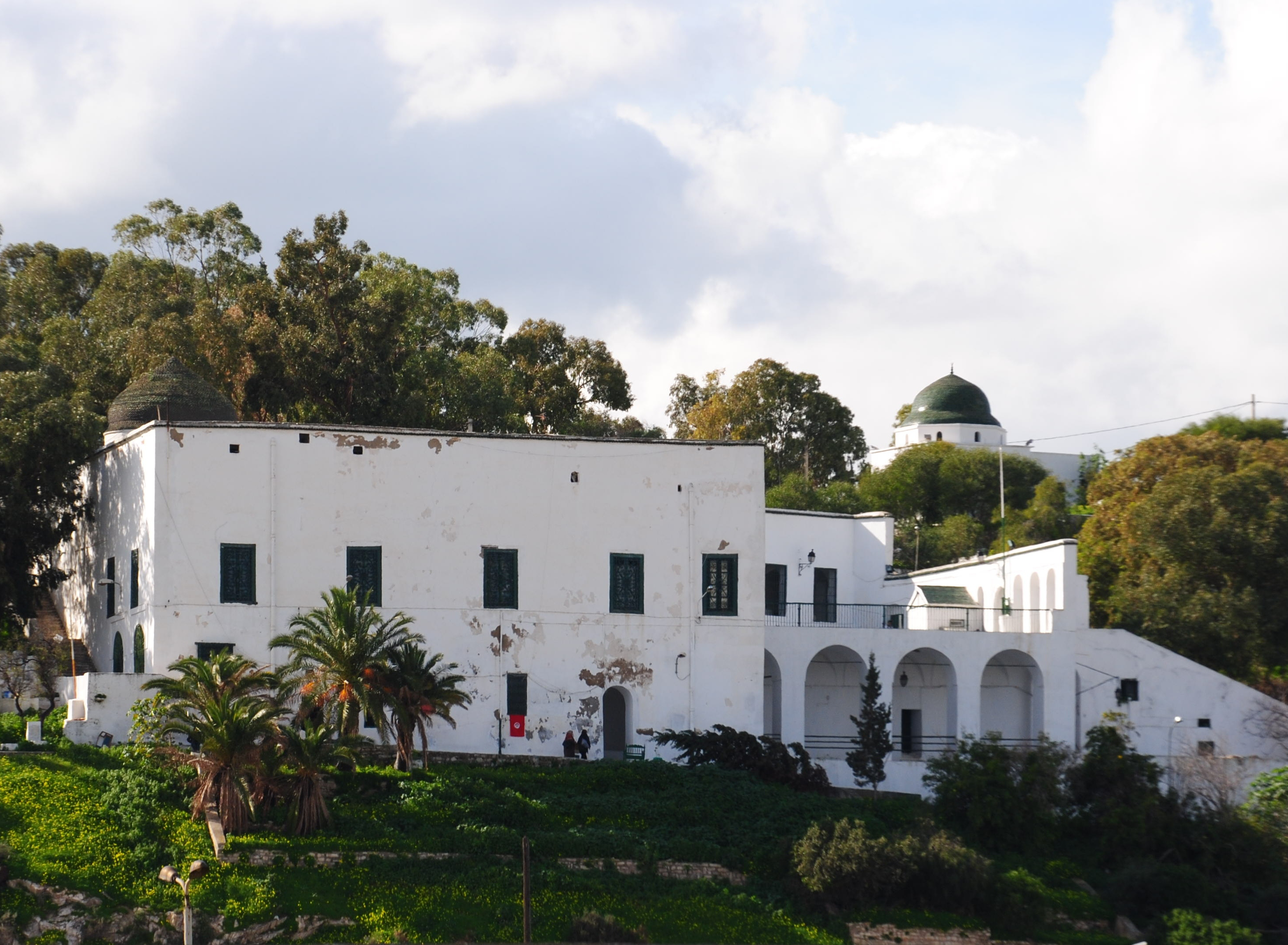
Second site du mausolée abritant la grande salle de prière et de réunion de la confrérie

Dans le second site du mausolée, situé plus bas, se trouve sur la grotte où le saint trouvait refuge pour ses méditations. Il a été reconstruit par le grand vizir Mustapha Khaznadar vers la fin du XIXe siècle, sur ordre de Sadok Bey qui finance et construit plusieurs zaouïas et institutions soufies en Tunisie. Le mausolée est constitué de logements, pour les familles des gardiens et les visiteurs, et d'un grand patio avec une vue sur le lac de Tunis et toute la banlieue nord de la ville. Il abrite une grande salle de prière richement décorée de stucs et de lustres qui s'ouvre sur le patio.

## Activités
Le mausolée est encore le lieu de réunion de la confrérie soufie de la Chadhiliyya qui a été très importante à Tunis et rassemblait des gens issus de familles aussi bien aisées que pauvres. Plusieurs cheikhs et muftis de l'islam orthodoxe tunisiens en faisaient également partie. Toutefois, la laïcisation initiée par le président Habib Bourguiba dans les années 1950 et le démembrement de l'institution des habous, qui finançait l'entretien de plusieurs zaouïas et rémunérait leurs cheikhs, fragilisa la position de cette institution religieuse tunisienne.